# Stowarzyszenie Europejskich Linii Lotniczych
Stowarzyszenie Europejskich Linii Lotniczych (ang. Association of European Airlines, AEA) - stowarzyszenie 36 linii lotniczych z Europy. Celem stowarzyszenia była reprezentacja linii lotniczych wobec Unii Europejskiej i innych organizacji.
Stowarzyszenie zostało rozwiązane w 2016.

## Członkowie
W momencie rozwiązania stowarzyszenie zrzeszało następujących przewoźników:
- Adria Airways
- Aegean Airlines
- airBaltic
- Air France
- Air Malta
- Alitalia
- Austrian Airlines
- Brussels Airlines
- Cargolux
- Croatia Airlines
- Cyprus Airways
- CSA Czech Airlines
- Lufthansa
- DHL
- Finnair
- Icelandair
- KLM
- LOT Polish Airlines
- Luxair
- Scandinavian Airlines System
- Swiss
- TAP Portugal
- Tarom
- TNT Airways
- Turkish Airlines
- Ukraine International Airlines
- Virgin Atlantic Airways